# 부정적 능력
부정적 능력(negative capability)은 키츠 Odes의 중심을 이루는 시 이론이다. 역자에 따라 ‘받아들이는 능력’ ‘마음을 비우는 능력’ ‘부정적 수용능력’ 등으로도 번역된다. 그러나 그의 편지에 언급된 소극적이고 수용적인 시인의 자세의 강조를 바탕으로 ‘소극적 수용능력’으로 번역한다.

## 설명
Keats는 1818년 10월 27일 우드하우스(Richard Woodhouse)에게 보낸 편지에서 다음과 같이 시인의 본질을 설명한다.
시적인 인물 그 자체로는 그는 아무것도 아니다. 그는 모든 것이기도 하고 또한 아무것도 아니다. 이러한 시인은 개성이 없다. 그는 빛과 어둠을 즐긴다. … 시인은 이 세상에서 존재하는 그 누구보다도 시적이지 않다. 시인은 항상 다른 물체 – 태양과 달, 바다 그리고 남자와 여자-에 정신을 집중하며 자신의 심성을 충만하게 한다. 이것들은 충동의 산물이기에 시적이며, 그들 속에는 일정한 불변의 성질이 있다. 그러나 시인에게는 전혀 그런 성질이 없다.

그는 이러한 시인의 능력을 ‘소극적 수용능력(Negative Capability)’ 이라고 불렀다. 키츠에 따르면 이러한 ‘수용적 시인’은 셰익스피와 같은 전혀 개성이 없고 계속해서 다른 사람의 역할을 해내는 카멜레온과도 같은 시인(the Chameleon Poet)으로 생각했다. 시인은 직관이 이끄는 대로 그의 상상력에 따라 자발적인 시를 창조하는 것이다. 키츠가 주장한 ‘소극적 수용능력’에 관한 것은 그의 편지에서도 잘 드러나고 있다.